# Ngựa Tây Ban Nha thuộc địa
Ngựa Tây Ban Nha thuộc địa là thuật ngữ được phổ biến do công của Tiến sĩ D. Philip Sponenberg chỉ về cho một nhóm các giống ngựa có nguồn gốc từ ngựa Iberia gốc đã được mang từ Tây Ban Nha đến châu Mỹ. Những giống ngựa tổ tiên này là xuất phát điểm mà từ đó những con ngựa sinh sản ra sau này là một kết quả của quần thể ngựa pha trộn giữa ngựa Iberia và ngựa Bắc Phi. Thuật ngữ này bao gồm nhiều chủng hoặc giống hiện được tìm thấy chủ yếu ở Bắc Mỹ. Tình trạng của Ngựa Tây Ban Nha thuộc địa được coi là bị đe dọa tổng thể với bảy chủng riêng biệt được nêu ra.
Những con ngựa giống Tây Ban Nha thời thuộc địa đã được đăng ký một số tổ chức. Ngựa thuộc địa Tây Ban Nha không đồng nghĩa với ngựa hoang Tây Ban Nha vốn là tên gọi được đặt cho một giống ngựa có nguồn gốc từ nỗ lực phối hợp đầu tiên của các nhà bảo tồn ở Hoa Kỳ để bảo tồn ngựa thuộc loại Tây Ban Nha thuộc địa. Kiểu ngựa Tây Ban Nha thuộc địa và các dấu hiệu trên trán của chúng đã được tìm thấy trong một số loài ngựa Mustang. Các nhóm nhỏ ngựa thuộc loại ngựa Tây Ban Nha thuộc địa đã được đặt ở nhiều nhóm khác nhau của các trại nuôi gia súc, nghiệp vụ, và ngựa Mỹ bản địa, chủ yếu là trong số những người thuộc quyền sở hữu tư nhân. 

## Các giống
- Các giống dòng dõi chính truyền:
  - Ngựa Bắc Phi (Abaco Barb[1]) đã tuyệt chủng kể từ năm 2015[4]
  - Ngựa hoang đảo (Banker)[1][5]
  - Ngựa đồng lầy Tacky (Carolina Marsh Tacky)[1][5]
  - Ngựa Florida (Florida Cracker)[1][3][5]
  - Ngựa Baca-Chica[1][3]
  - Ngựa Belsky[1]
  - Ngựa Havapai (Dòng Grand Canyon) [1]
  - Ngựa hoang Tây Ban Nha (Spanish Mustang).[1]
  - Ngựa đảo Santa Cruz[1][3]
  - Ngựa Wilbur-Cruce Mission[1][3]
- Quần thể ngựa hoang Mustang với các dòng dõi từ thời thuộc địa Tây Ban Nha:
  - Ngựa hoang Kiger[1]
  - Ngựa hoang núi Pryor[1][6]
  - Ngựa Sulphur Springs[1][6]
  - Ngựa Cerbat[1][6]
- Ngựa nuôi của các bộ tộc:
  - Ngựa Chickasaw[1]
  - Ngựa Choctaw[1][3]
- Ngựa đi hoang:
  - Ngựa hoang Chincoteague (ngựa Assateague) – không rõ ràng nhưng đã được khẳng định
  - Ngựa Gila Bend[7]